# Psechrus marsyandi
Psechrus marsyandi är en spindelart som beskrevs av Levi 1982. Psechrus marsyandi ingår i släktet Psechrus och familjen Psechridae.
Artens utbredningsområde är Nepal. Inga underarter finns listade i Catalogue of Life.